# Carrocero

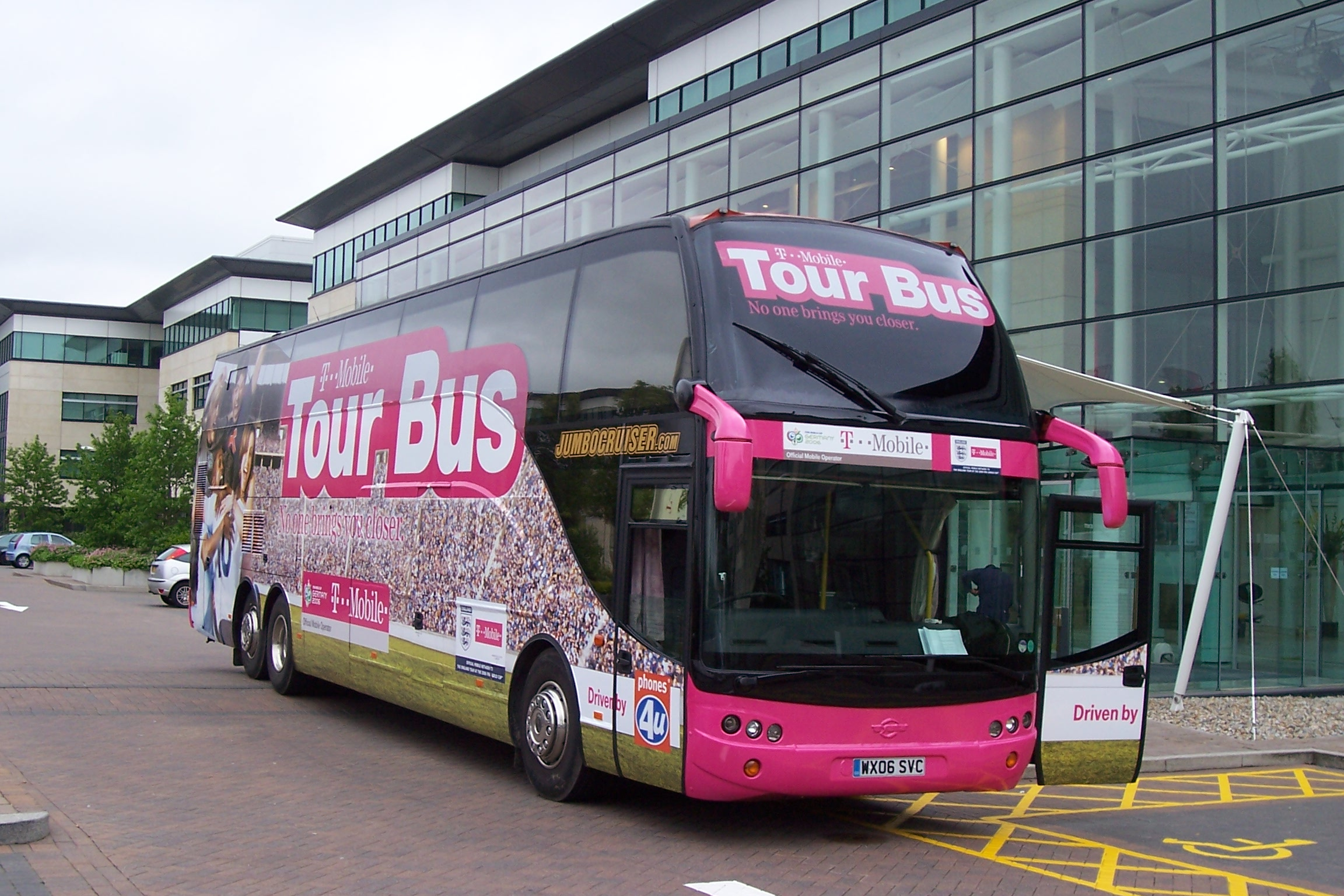
Crucero "Jumbo" de la Copa Mundial de Fútbol de 2006

Un carrocero es la persona que fabrica o diseña carrocerías. Antiguamente era un menestral que fabricaba carrozas. En los primeros tiempos del automóvil algunos artesanos carroceros fueron los encargados de vestir las bases mecánicas suministradas por los fabricantes. Rápidamente, la manufactura de carrocerías para automóviles se convirtió en una industria especializada.
Cualquier operario que trabaje en una empresa de carrocerías puede denominarse carrocero, pero los carroceros más importantes son los que dan nombre a la empresa por ser los propietarios o los diseñadores principales.

## Terminología
- Carrocero. Persona que fabricaba carrozas. Persona que fabrica carrocerías.[1]
- Carretero.[2][3]
- Taller de carros. "Carretería" en castellano.
- Carpentarium.[4]

## Historia

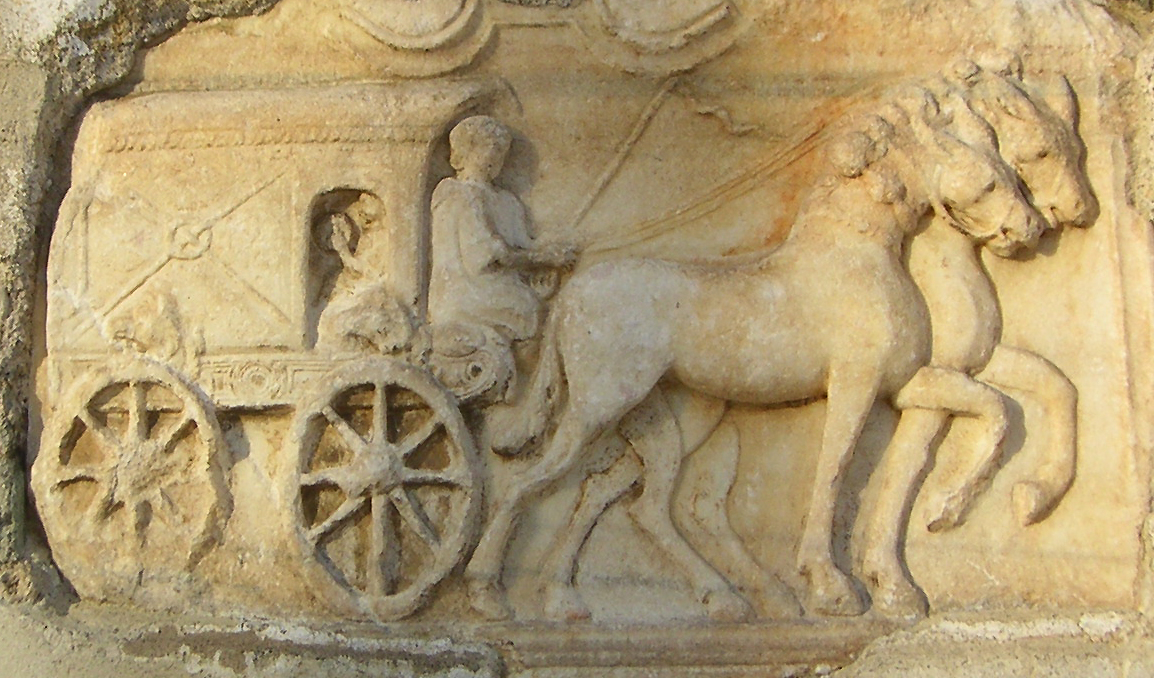
Carro romano de cuatro ruedas

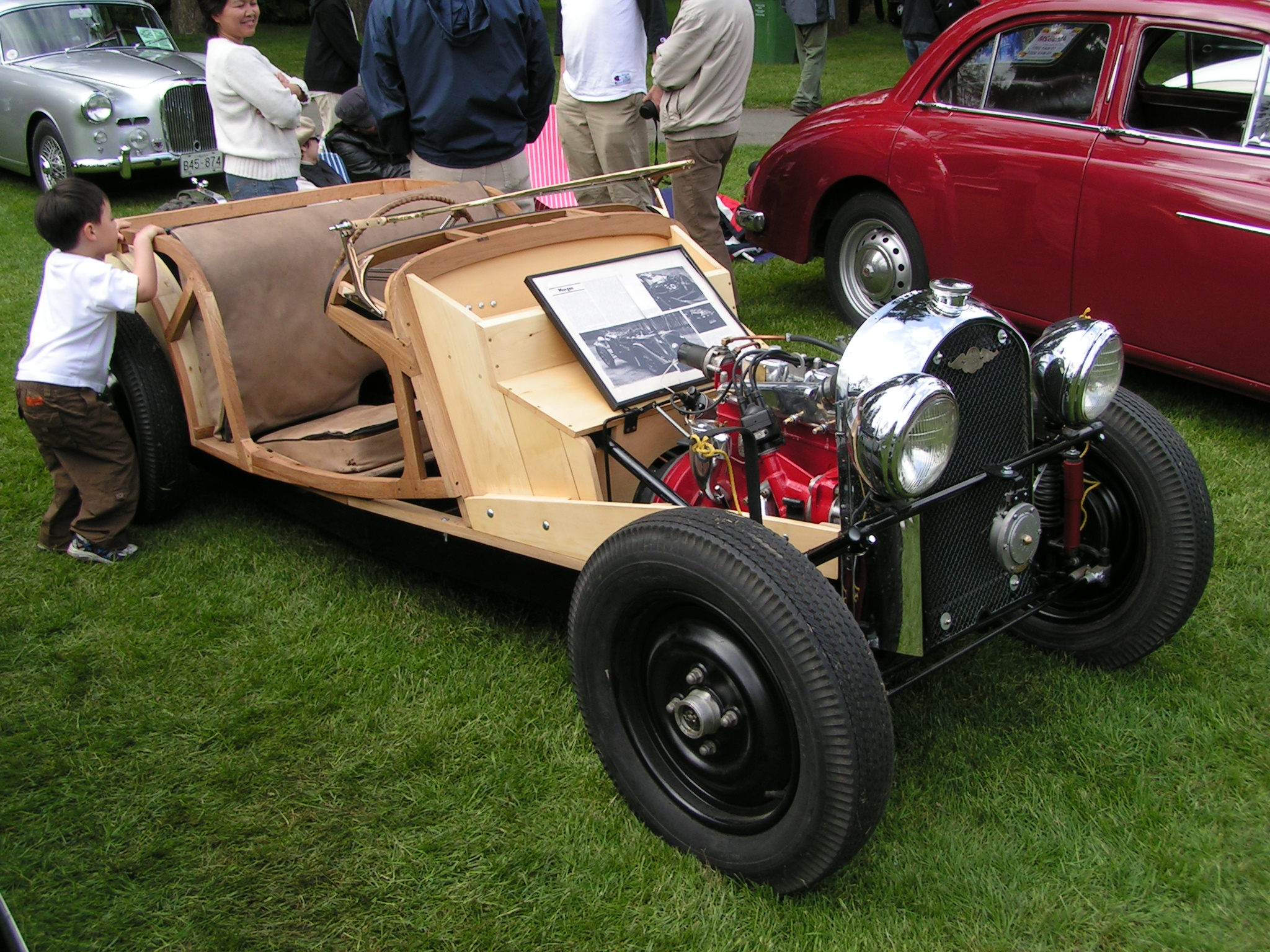
Morgan+4 sin las partes de aluminio precisamente de la carrocería, mostrando la estructura de madera de fresno

El estudio de los carroceros a lo largo del tiempo implica el estudio de los carruajes asociados, desde los primeros carros hasta los coches de caballos más lujosos y sofisticados. Los herederos de los carpinteros de carros o maestros de carros, maestros de azuela en Valencia, también llamados carreteros o constructores de coches de caballos, son los carroceros actuales de la industria automotriz.
Analizando un carruaje cualquiera queda definido el alcance de la profesión del constructor en cada época. Los materiales y las herramientas que empleaba y las técnicas complementarias necesarias.
Desde las épocas iniciales hasta el siglo XIX, los carroceros trabajaban la madera y eran carpinteros especialistas. Todavía hay ejemplos modernos y actuales de carroceros que construyen carrocerías con partes importantes de madera. Sus herramientas básicas eran las de los carpinteros: sierras, serruchos, azuelas, garlopas,...
- La llegada del automóvil supuso la introducción de nuevos materiales y de “nuevas” herramientas. La plancha de acero principalmente y un conjunto de herramientas y técnicas tradicionales aplicadas a la construcción de carrocerías. En los inicios muchos constructores fabricaban la parte mecánica tales como: motor, transmisión, estructura, ruedas y frenos; mientras que los carroceros manufacturaban y montaban las carrocerías sobre la base mecánica. Este período se alargó hasta la Segunda Guerra Mundial.
- La aparición y generalización de carrocerías autoportantes, de plancha de acero monocasco, supuso nuevas herramientas y “nuevas” técnicas: la prensa inglesa, la soldadura por puntos, las uniones remachadas, ...
- Otro cambio se produjo a partir de la aplicación de los polímeros y materiales compuestos (composites): termoestables, termoplásticos , resinas reforzadas con fibra de vidrio, pegatinas, fibra de carbono, entre otros.

### Carruajes y carroceros de la Roma clásica.
Algunos de los carruajes romanos eran la carruca, la reda y el carpentum. Su equivalente en Persia era la llamada harmamaxa.

### Documentos
La documentación disponible hace referencia a carruajes. Cada carruaje fue construido por un carrocero.
- Carros persas citados por Heródoto.[9]
- Marcial.[10]
- Alejandro Severo[11][12][13]
- 1559. El virrey García de Toledo entró a Barcelona en “un carro todo dorado de dentro y de fuera a la italiana”.[14]

- Isambard Kingdom Brunel viajaba en un coche de caballos especial. Disponía de un tiro de 4 caballos y estaba diseñado por su propietario como transporte privado, oficina ambulante y cámara de descanso. El vehículo tenía compartimentos para guardar planos y el asiento podía desplegarse para transformarse en cama. En un estuche especial podía guardar 50 cigarros "puros".
  - Los conocidos lo denominaban “Flying Hearse“ (“Coche de muertos volador”). Naturalmente lo encargó a un carrocero de coches de caballos.[15][16]

## Carroceros-diseñadores alemanes

### Erdmann & Rossi

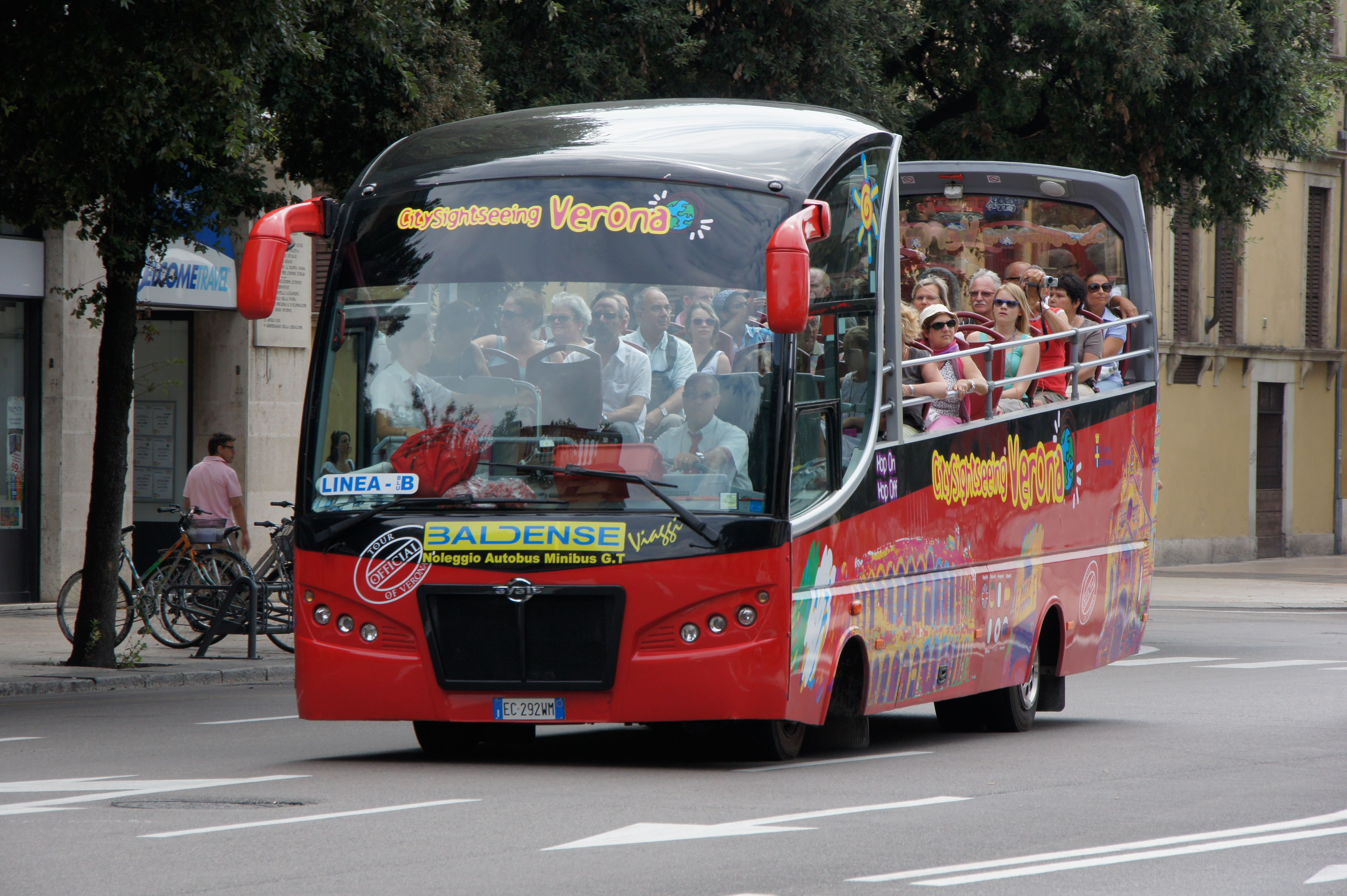
Varios vehículos de vacaciones en la Cittadella de Garda (Verona), Italia.
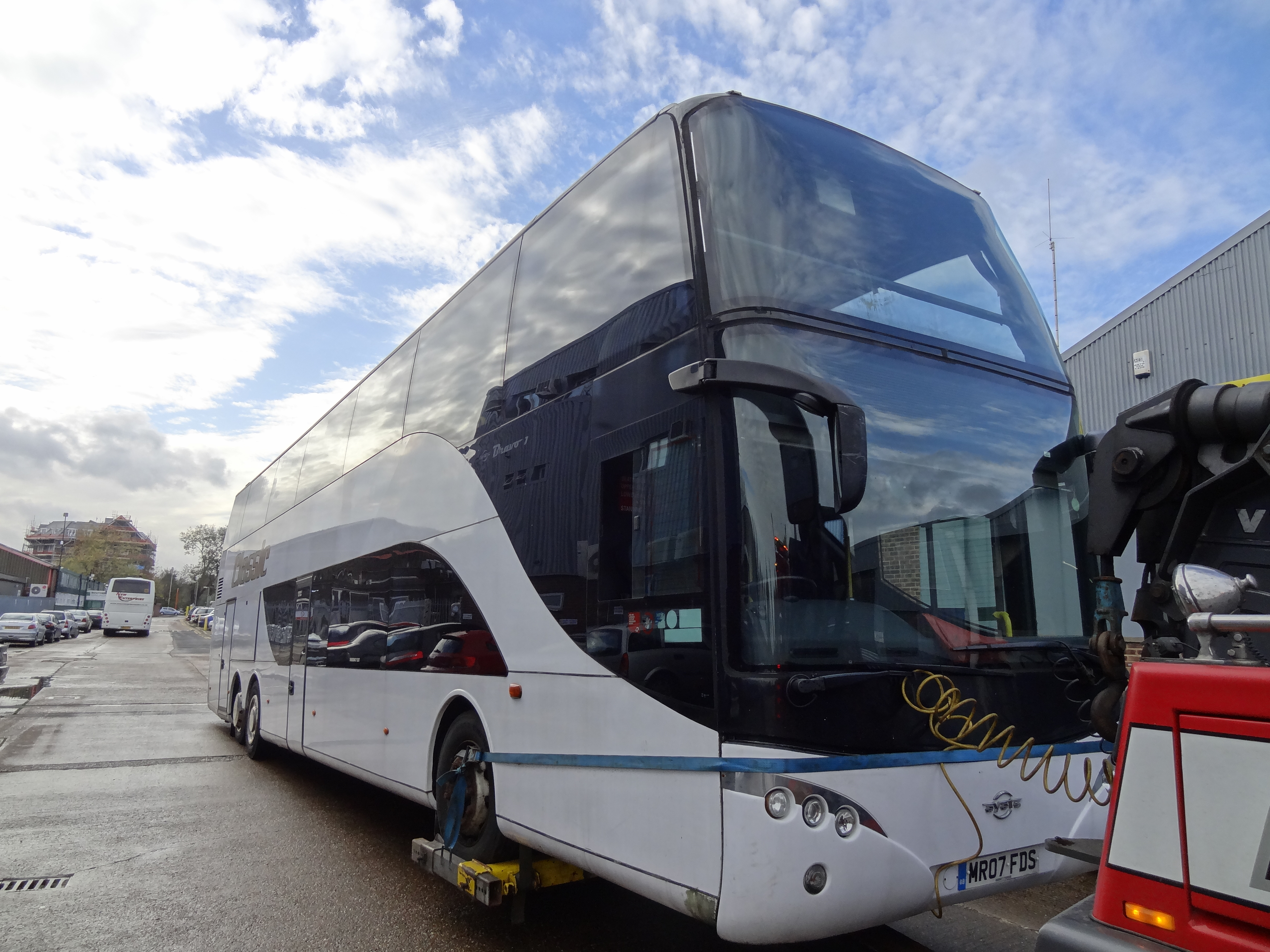
Autobús Ayats de doble piso el 12 de noviembre de 2013
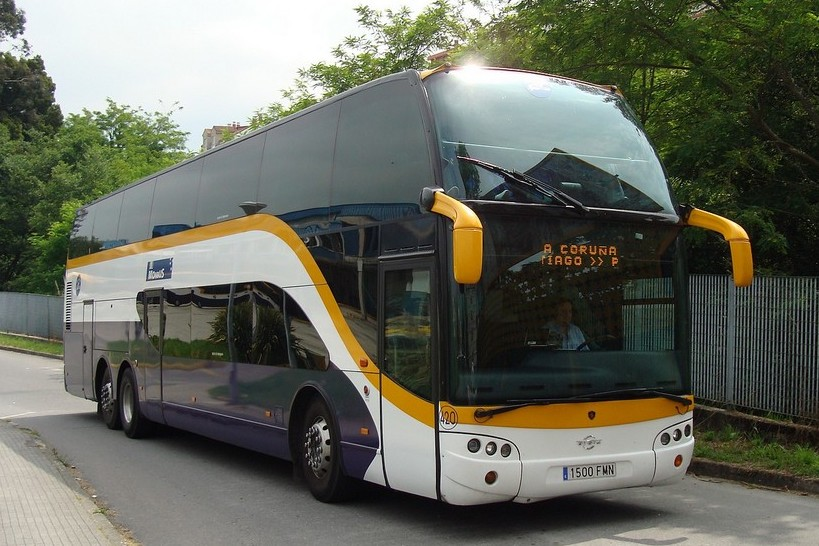
Ayats Bravo sobre chasis Scania

## Carroceros-diseñadores españoles

### Boari

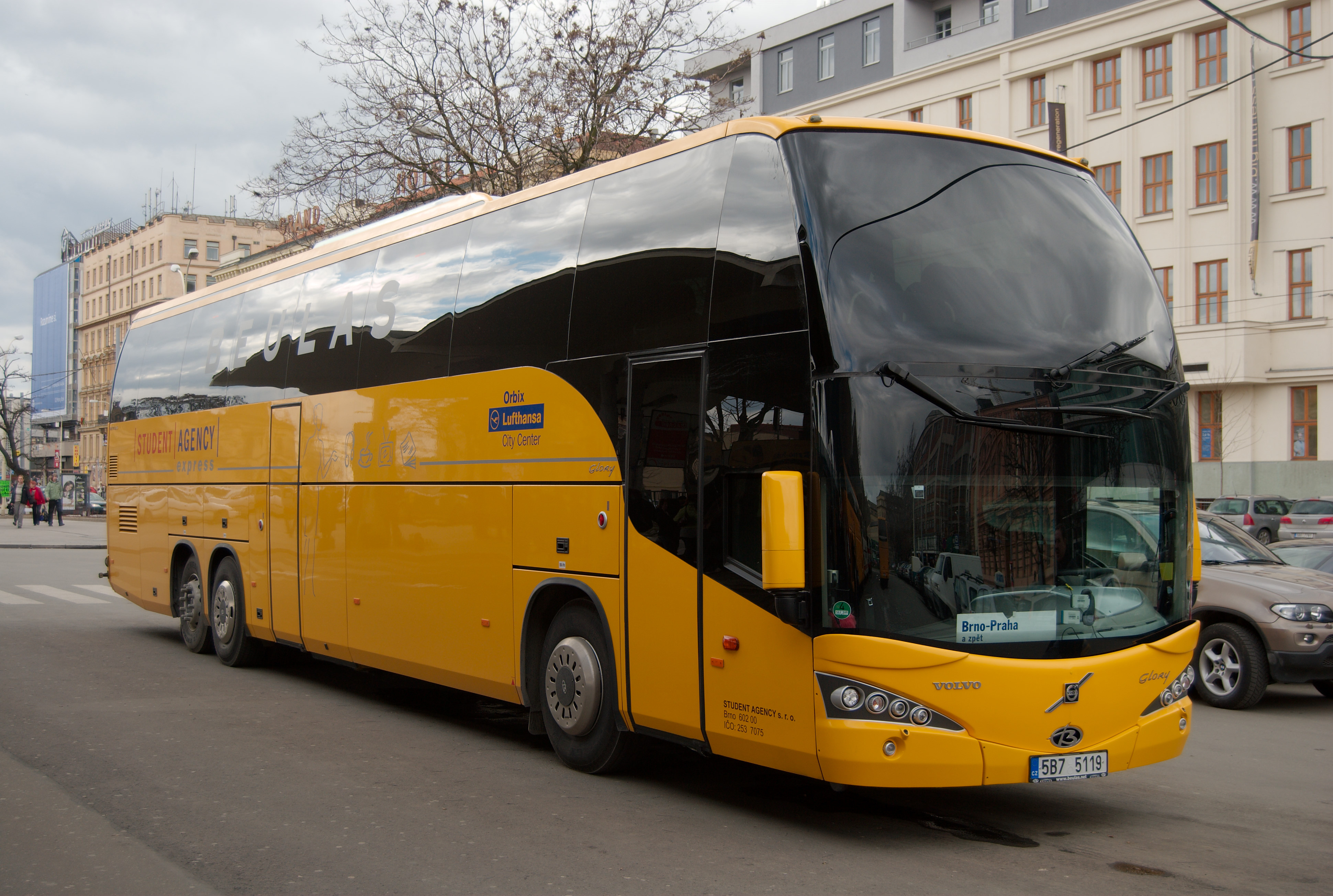
Un Beulas Glory sobre chasis Volvo, del operador Student Agency
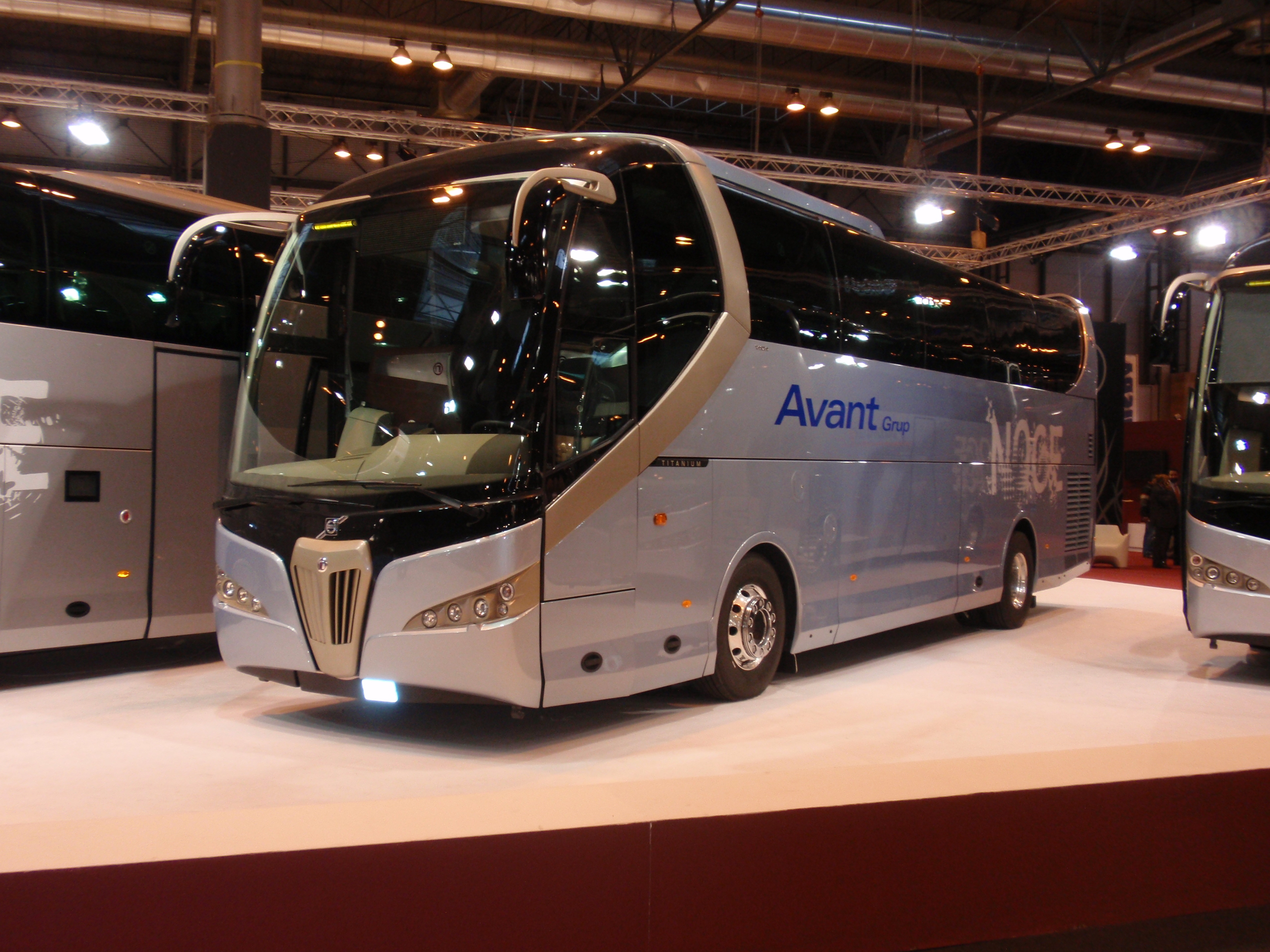
Autocar Noge Titanium construido sobre un chasis Volvo, expuesto en 2008 en la FIAA (Feria Internacional de Autobuses y Autocares) de Madrid

### Selex

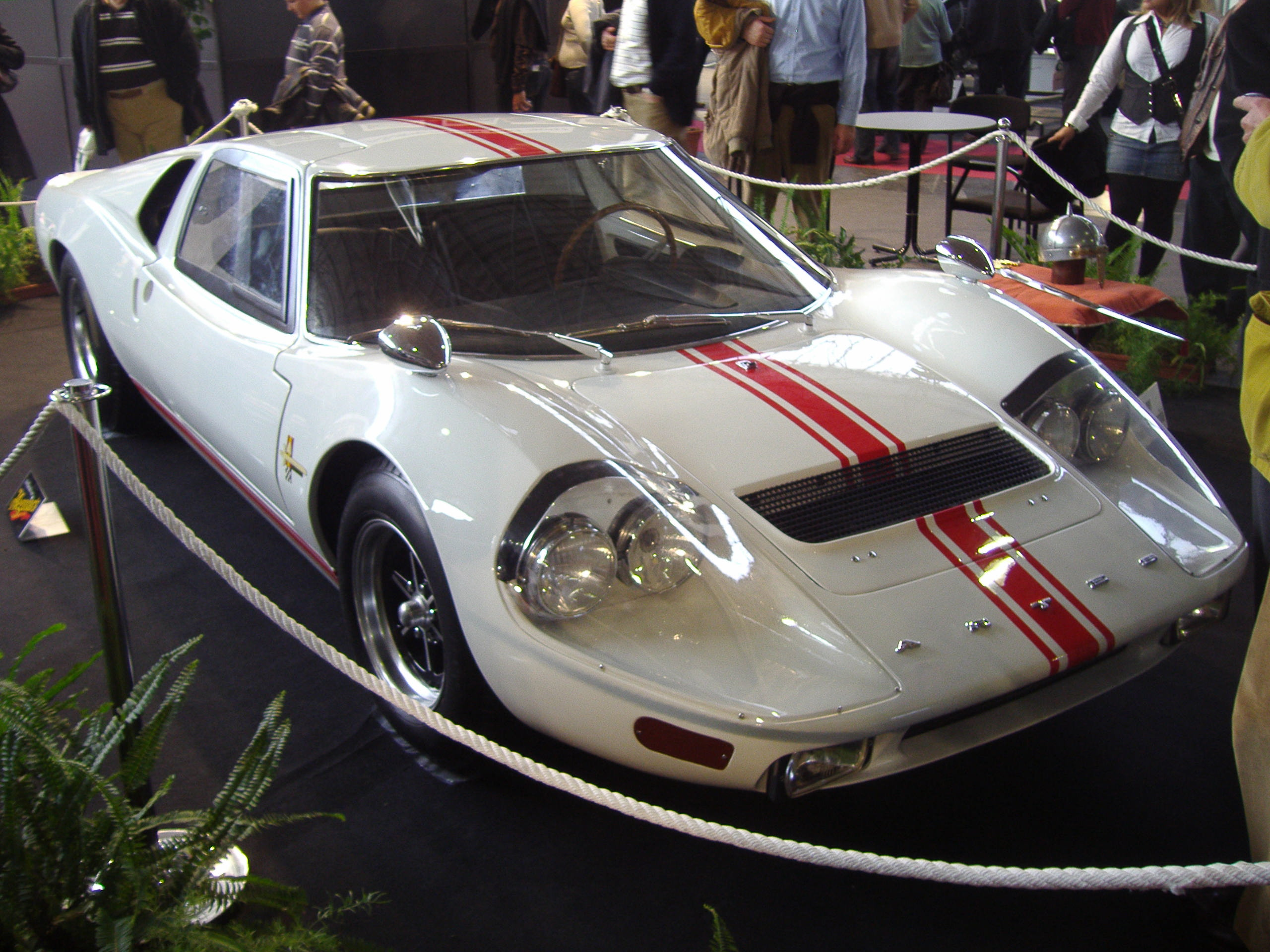
L'Artés Campeador de 1967
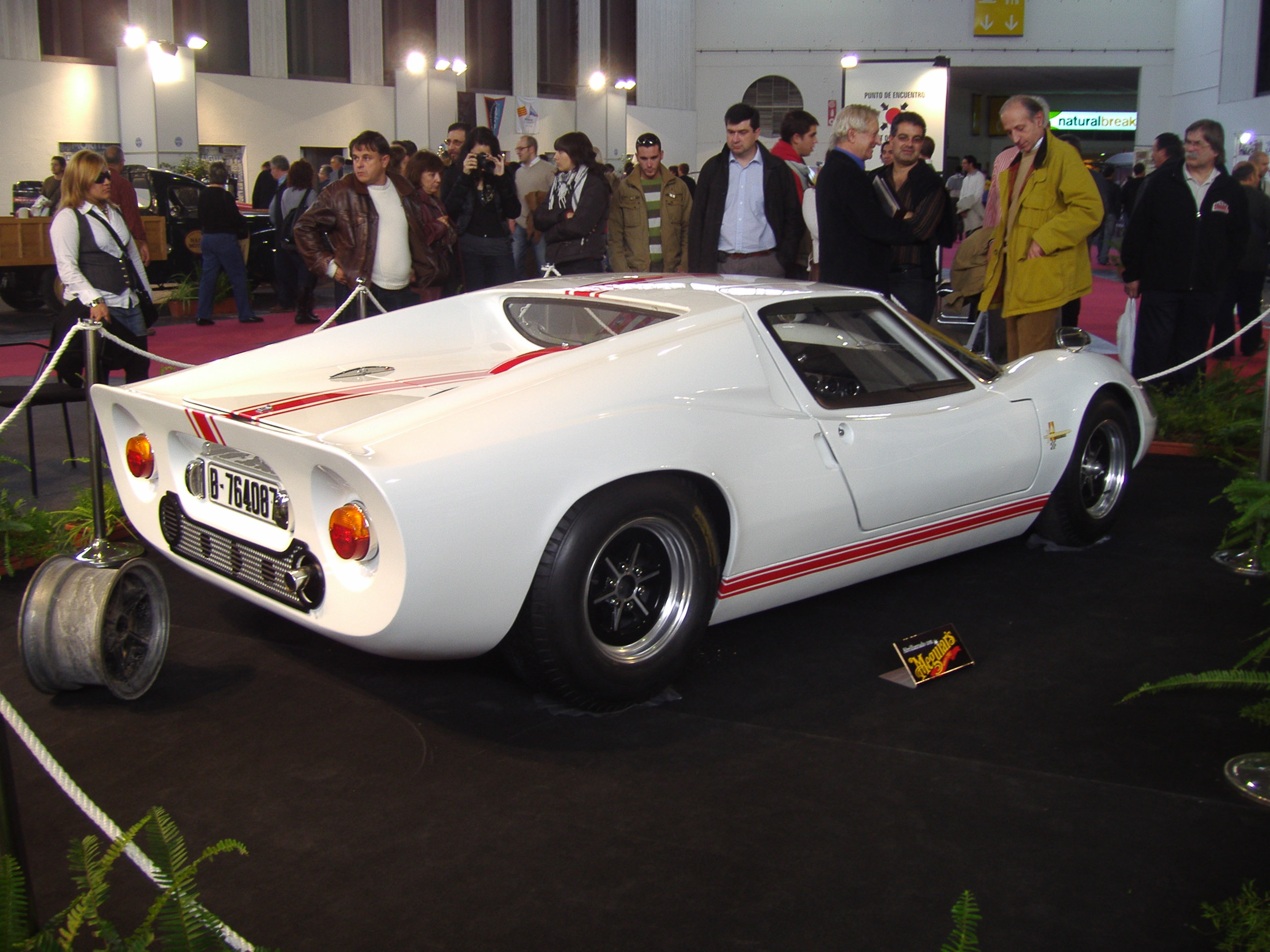
Vista trasera

### Pedro Serra
Hijo de Joan Serra, carrocero de coches de caballos, Pere Serra siguió el negocio familiar desde muy joven. Con la aparición de los primeros automóviles, los talleres de carrocería empezaron a adaptar su actividad a los nuevos tiempos y los carroceros de automóviles empezaron a proliferar en Barcelona, especialmente desde los años 1920, cuando los fabricantes de coches vendían sus chasis motorizados y el cliente elegía el tipo de carrocería que quería.
Pere Serra empezó a destacar en esta tarea durante la época de la posguerra, renovando los pocos coches que circulaban entonces -bien importados o bien ejemplares de antes de la guerra civil española recuperados y arreglados para que siguieran circulando. Durante los años 1950 y 1960, de los talleres de Pere Serra salieron coches tan espectaculares como el Pegaso Z-102 Spider.

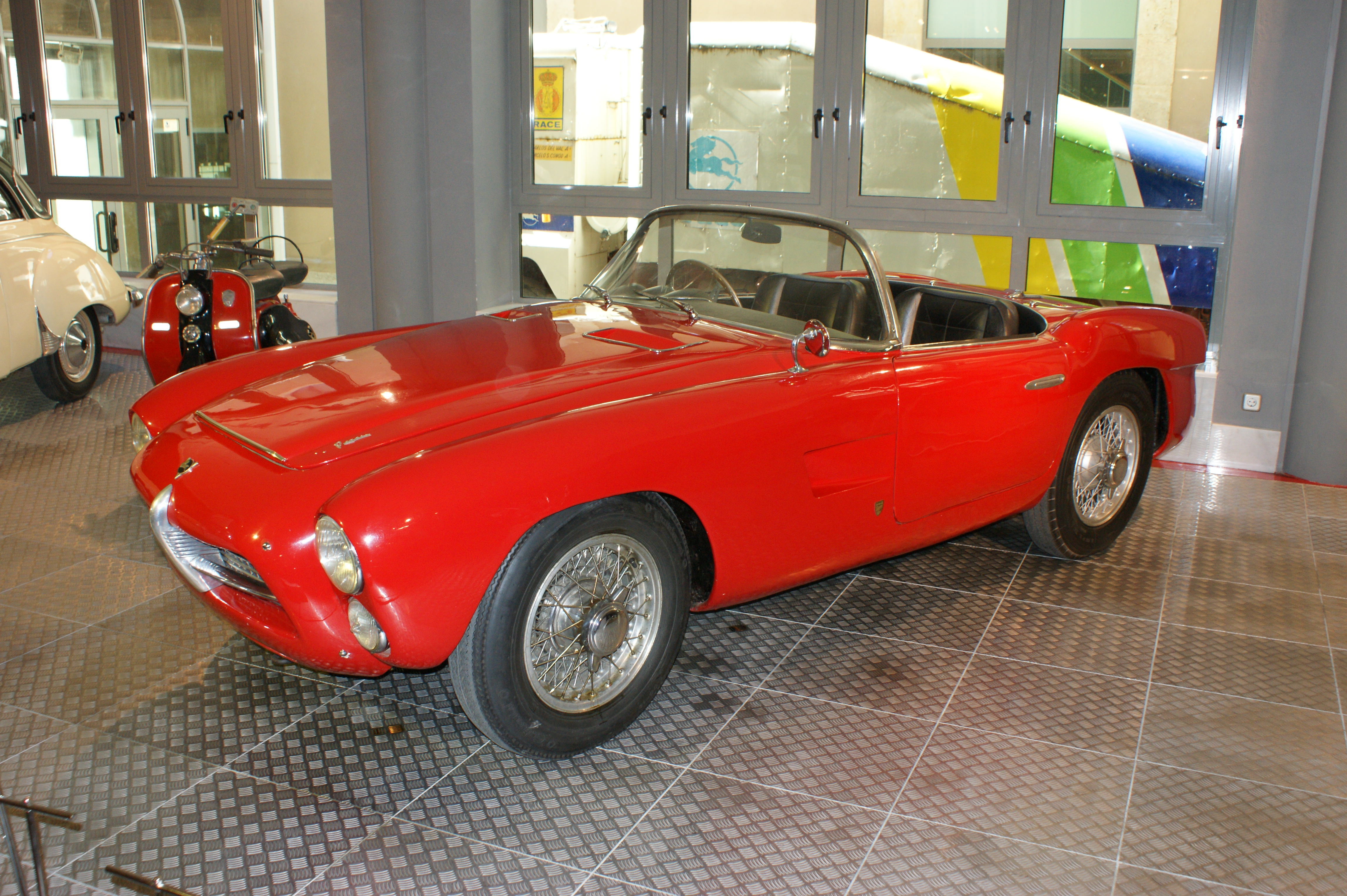
Pegaso Z-102 SSP Spyder de 1958
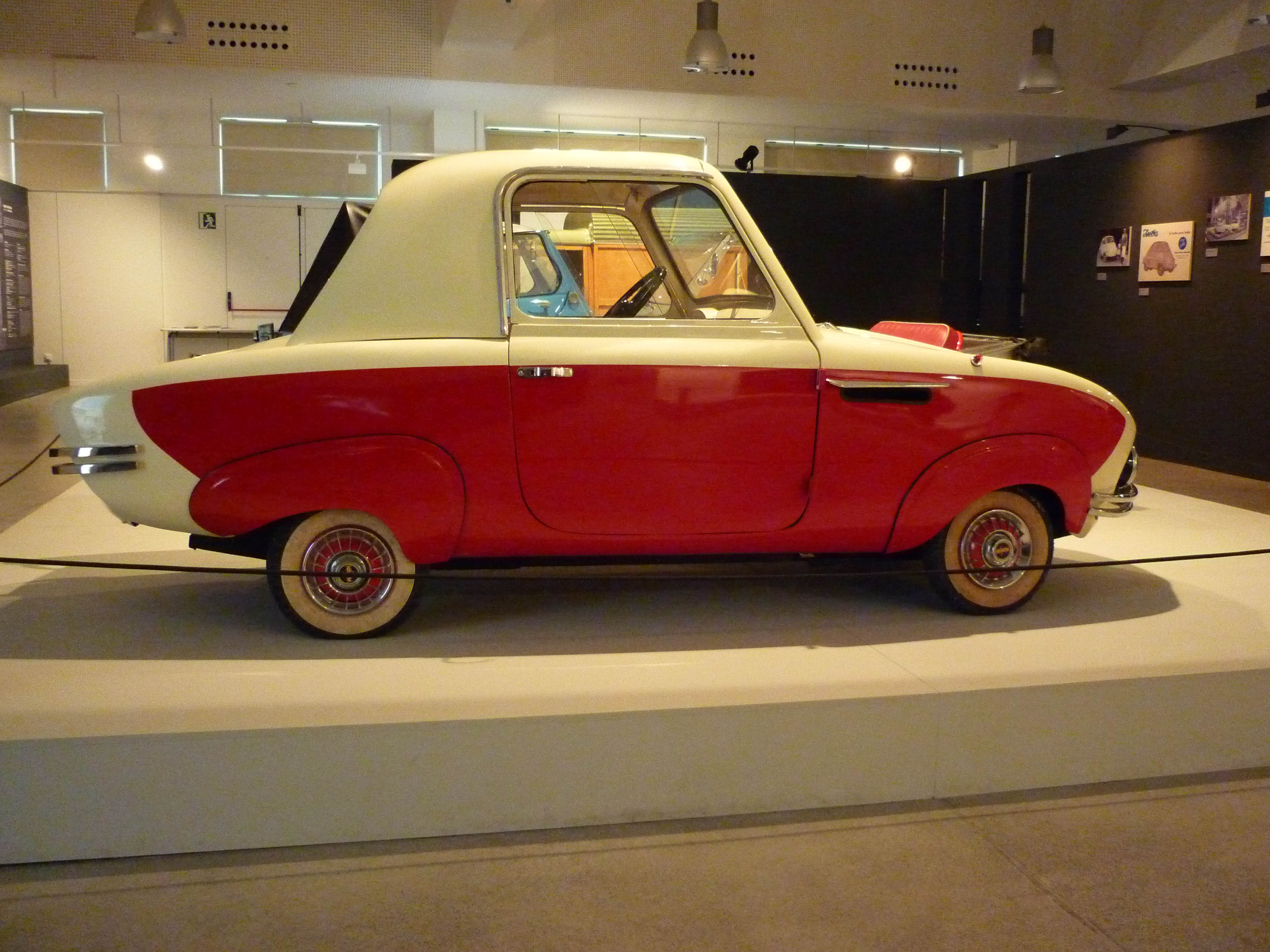
El Biscúter Coupé 200-F Sport "Pegasín" de 1958
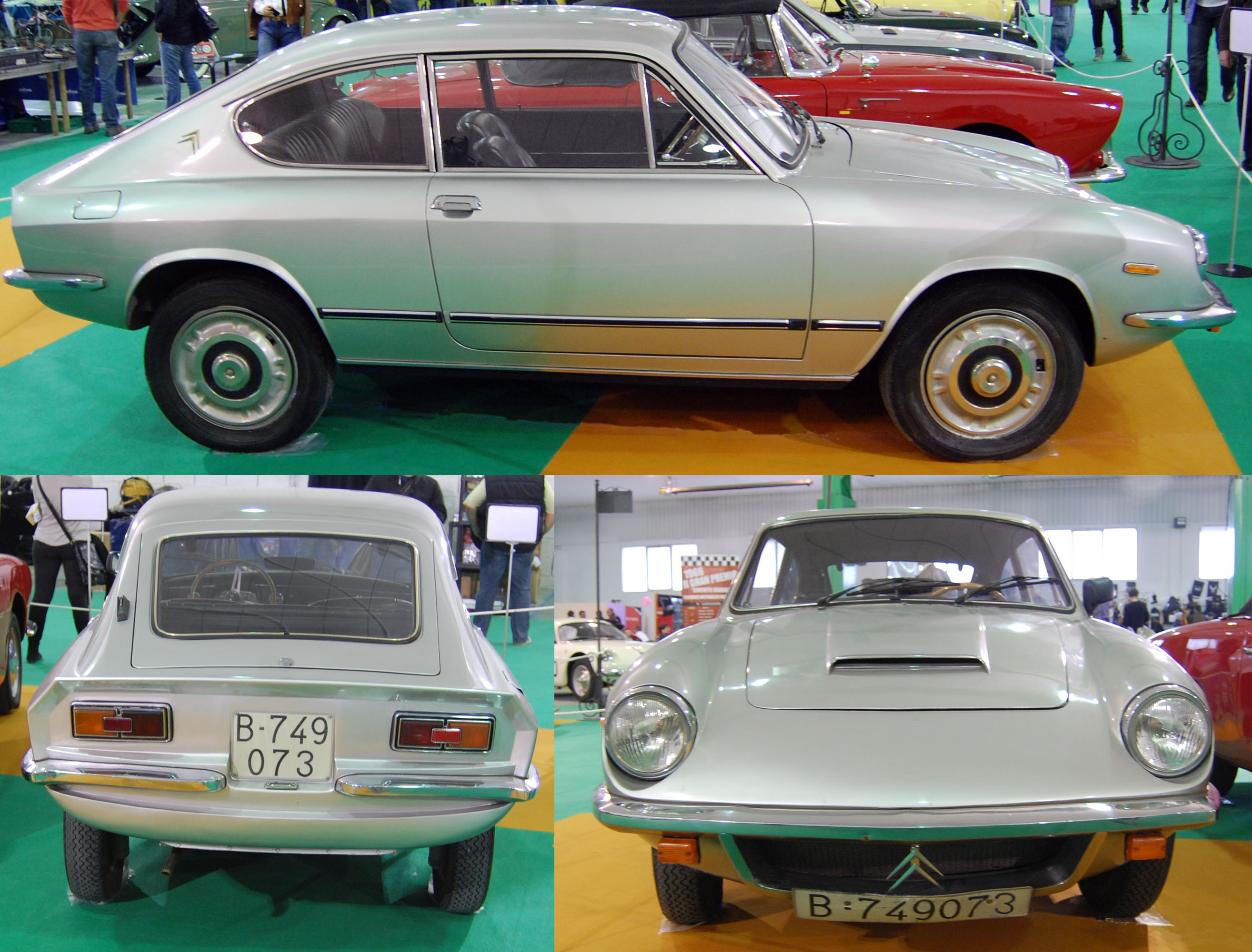
Citroën Dyane
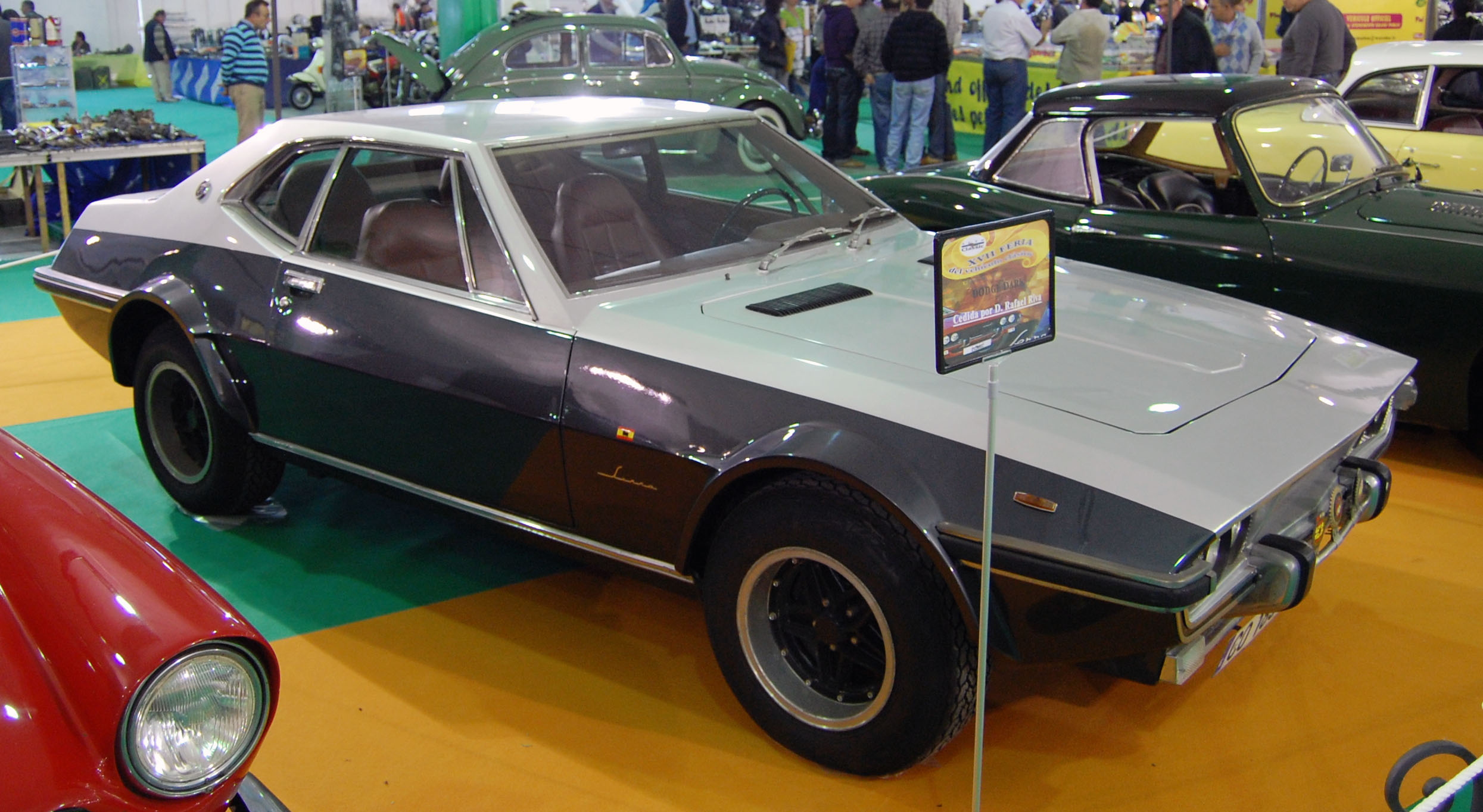
Dodge Serra Boulevard 3700GT

## Carroceros-diseñadores de los Estados Unidos
- Brewster & Co.
- Brunn & Company
- Budd Company
- Derham
- Harley Earl
- Fisher Body
- Fleetwood Metal Body
- KEM Motorworks
- LeBaron Incorporated
- Locke (coachbuilder)
- N2A motores Inc. a Langmesser Co. (coachbuilder since 2007)
- Walter M. Murphy, Coachbuilders
- Rollston
- Willoughby
- SSZ Motorcars

## Carroceros-diseñadores franceses

### Carrocería Pourtout
- Carrosserie Pourtout

### Chapron
- Henri Chapron

## Carroceros-diseñadores italianos

### Allemano
- Carrozzeria Allemano

### Alessio
- Carrozzeria Alessi

Marcello Alessio

### Bertone
- Gruppo Bertone

### Boneschi
- Carrozzeria Boneschi[20]

### Castagna
- Carrozzeria Castagna[21]

### Fissore
- Carrozzeria Fissore

### Frua
- Pietro Frua

### Ghia
- Carrozzeria Ghia

### Giugiaro
- Italdesign Giugiaro

### Marazzi
- Carrozzeria Marazzi (en inglés)

### Pininfarina
- Pininfarina

### Scaglietti
- Carrozzeria Scaglietti (en inglés)

### Touring
- Carrozzeria Touring Superleggera

### Vignale
- Vignale (en inglés)

### Zagato
- Ugo Zagato
- Zagato[22][23]

## Carroceros-diseñadores del Reino Unido

### Abbey
- Abbey

### Abbott
- E. D. Abbott Ltd.

### Carlton
- Carlton Carriage Company

### Charlesworth
- Charlesworth Bodies

### Cunard
- Cunard Motor & Carriage Company

### Jensen
- Jensen Motors

### Mulliners
- Mulliners